# Tamara Meijer (judoka)
Tamara Meijer (Alphen aan den Rijn, 5 juli 1979) is een Nederlands voormalig judoka.

## Biografie
In 1993 werd Meijer op 14-jarige leeftijd Nederlands kampioene. Hiermee was ze op dat moment de jongste Nederlandse die dit resultaat behaalde. Daarvoor was ze al Nederlands kampioene geweest bij de junioren en de aspiranten.
Ze nam deel aan de Olympische Spelen van 1996 in Atlanta. In de categorie Extralichtgewicht behaalde ze een 9e plaats. In hetzelfde jaar werd ze Europees Kampioene en Wereldkampioene bij de junioren, en behaalde voor de vierde keer een Nederlands kampioenschap.
In 2005 behaalde ze nog twee eerste plaatsen op het Nederlands Kampioenschap voor militairen. Tamara Meijer heeft twee dochters.

## Resultaten

### World Cup / Grand Prix / Grand Slam
2e plaats: 1x
 3e plaats: 3x

### Nederlands kampioenschap
1e plaats: 4x
 2e plaats: 1x
 3e plaats: 1x